# Тарантела

Танцюристи тарантели, Неаполь, листівка поч. ХХ ст.

Таранте́ла (італ. tarantella) — один із найвідоміших італійських народних танців, поширений особливо на півдні Італії, зокрема, в районі Неаполя, на Сицилії тощо.
Назва танцю пов'язана з місцем його виникнення — містом Таранто на півдні Італії.
Тарантела — це швидкий і бадьорий танок, багатий на усталені фігури і підскоки. Виконується однією або декількома парами.
Музичний розмір — 3/8, 6/8, 12/8.
Темп стрімкий. У тарантелі увиразнюється національна характерність і темперамент італійців.
З історією тарантели пов'язано багато легенд. Починаючи з XV століття, вона протягом 2-х століть вважалася єдиним засобом лікування «тарантизму» — божевілля, що викликалося, як вважали, укусом тарантула (отруйного павука, назва якого також походить від міста Таранто). У зв'язку з цим в XVI столітті по Італії мандрували спеціальні оркестри, під гру якого танцювали хворі тарантизмом.
Тарантела виконується під акомпанемент гітари, тамбурина і кастаньєт (на Сицилії), нерідко супроводжується співами.
Починаючи з XIX ст. тарантела як музичний твір використовувалась у стилізованій формі такими композиторами:
- Джакомо Россіні (Італія) — Tarantella у Soirées musicales
- Ференц Ліст (Угорщина) — Tarantella (цикл Венеція і Неаполь).
- Фридерик Шопен (Польща) — Tarantella As-dur концерт 43 для фортепіано.

Ритміку тарантели використовували також українські та російські композитори М.Глинка, П.Чайковський, І.Стравінський, С. Прокоф'єв тощо.